# Желаєвський сільський округ
Жела́євський сільський округ (каз. Желаев ауылдық округі, рос. Желаевский сельский округ) — адміністративна одиниця у складі Уральської міської адміністрації Західноказахстанської області Казахстану. Адміністративний центр та єдиний населений пункт — село Желаєво.
Населення — 2478 осіб (2021; 2084 у 2009, 554 у 1999, 933 у 1989).
Станом на 1989 село Желаєво перебувало у складі Трекинської сільської ради колишнього Приурального району. Пізніше село Желаєво було перетворене в селище та утворило окрему Желаєвську селищну адміністрацію. 2013 року адміністрація перетворена в сільський округ, селище Желаєво отримало статус села.